# Корабельная броня
Корабельная броня — защитный слой, обладающий достаточно большой прочностью и предназначенный для защиты частей корабля от воздействия средств поражения противника.

## История возникновения
Броня применялась ещё на квинквиремах древнеримского флота, затем на корейских кораблях-черепахах, однако с развитием артиллерии их защита стала практически бесполезной. До начала XIX века в кораблестроении поддерживался определённый баланс между средствами защиты и нападения. Парусные корабли были вооружены гладкоствольными дульнозарядными орудиями, стрелявшими круглыми ядрами. Борта кораблей были обшиты толстым слоем дерева, довольно неплохо защищавшим от ядер.
Существует мнение, что первым защитить корпус корабля металлическими щитами предложил британский изобретатель сэр Вильям Конгрив, опубликовав свою статью в лондонской «Таймс» от 20 февраля 1805 года, однако ещё в 1782 году при осаде Гибралтара испанцы обшивали крыши и борта плавучих батарей железными брусьями, а первым кораблём, в 1761 году получившим медную обшивку, стал фрегат HMS Alarm Королевского флота Великобритании. Аналогичное предложение было сделано в США в 1812 году Джоном Стевено из Хобокена (Нью Джерси). В 1814 году о необходимости бронирования кораблей высказался и француз Анри Пексан. Однако эти публикации не привлекли внимания.
Первые появившиеся в то время корабли из железа — построенные для британского флота в 1845 году пароходофрегаты «Birkenhead» и «Trident» были восприняты моряками достаточно холодно. Их железная обшивка защищала от ядер хуже, чем деревянная того же веса.
Изменения в сложившемся положении вещей произошли в связи с прогрессом в артиллерии и металлургии.
Ещё в 1819 году генерал Пексан изобрел разрывную гранату, которой можно было стрелять из пушки прямой наводкой, что нарушило сложившийся баланс между защитой и снарядом, так как деревянные парусные корабли подвергались сильному разрушению от взрывного и зажигательного воздействия нового оружия. Правда несмотря на убедительную демонстрацию разрушительных свойств нового оружия в 1824 году во время тестовых стрельб по старому двухдечному линейному кораблю «Pacificator» внедрение этого вида оружия шло медленно. Но после феноменальных успехов его применения в 1849 году в битве при Экерн-фиорде и в 1853 году в бою при Синопе отпали сомнения даже у самых больших его критиков.
Тем временем развивались идеи строительства бронированных кораблей. В США Джон Стевенс с сыновьями за собственные средства произвел ряд экспериментов, в которых изучались законы прохождения ядер сквозь железные плиты и определялась минимальная толщина плиты, необходимая для защиты от любого известного артиллерийского орудия. В 1842 один из сыновей Стевенса — Роберт, представил результаты экспериментов и новый проект плавучей батареи комитету Конгресса. Эти эксперименты вызвали большой интерес в Америке и Европе.
В 1845 году французский кораблестроитель Дюпюи де Лом по заданию правительства разработал проект бронированного фрегата. В 1854 году была заложена плавучая батарея Стевенса. Через несколько месяцев были заложены четыре броненосных батареи во Франции и ещё через несколько месяцев — три в Англии. В 1856 году три французских батареи — «Devastation», «Lave» и «Tonnate», неуязвимые для артиллерийского огня, были с успехом использованы при обстреле кинбурнских фортов во время Крымской войны. Этот удачный опыт применения побудил ведущие мировые державы — Англию и Францию, к строительству броненосных мореходных кораблей.

## Железная броня
Процесс взаимодействия брони и снаряда довольно сложен и к броне применяются взаимно противоречащие требования. С одной стороны материал для брони должен быть достаточно твердым, чтобы снаряд разрушался при ударе. С другой стороны он должен быть достаточно вязким, чтобы не растрескиваться при ударе и поглощать энергию осколков разрушившегося снаряда. Большинство твёрдых материалов являются достаточно хрупкими и поэтому не подходят в качестве брони. Кроме того материал должен быть достаточно распространен, не дорог и относительно прост в производстве, так как для защиты корабля он требовался в большом количестве.
Единственными подходящими материалами на то время были кованное железо и чугун. При практических испытания выяснилось что чугун хоть и обладает высокой твердостью, но слишком хрупок. Поэтому было выбрано кованное железо.
Первые бронированные корабли защищались многослойной броней — на деревянных балках толщиной 900 мм крепились железные плиты толщиной 100—130 мм (4-5 дюймов). Масштабные эксперименты в Европе показали что в пересчете на единицу веса такая многослойная защита по эффективности хуже сплошных железных плит. Тем не менее во время гражданской войны в США американские корабли имели в основном многослойную защиту, что объяснялось ограниченными технологическими возможностями по производству толстых железных плит.
Первыми мореходными броненосными кораблями стали французский линейный корабль «La Gloire» водоизмещением 5600 т и английский фрегат «Warrior» водоизмещением 9000 т. «Warrior» был защищен броней толщиной 114 мм. 206,2 мм орудие того времени выстреливало ядро массой 30 кг со скоростью 482 м/с и пробивало такую броню на дистанции только меньше 183 метров.

## Броня компаунд
Одним из способов получить броневую плиту с твёрдой поверхностью и вязкой подложкой стало изобретение брони компаунд. Было выяснено, что твёрдость и вязкость стали зависит от содержания в ней углерода. Чем больше углерода, тем более твёрдой, но и более хрупкой получается сталь. Броневая плита компаунд состояла из двух слоёв материала. Наружный слой состоял из более твёрдой стали с содержанием углерода 0,5-0,6 %, а внутренний — из более вязкого кованного железа с низким содержанием углерода. Броню компаунд делали из двух частей: толстой железной и тонкой стальной.
Первым способ изготовления компаундной брони предложил Уилсон Кэммел (англ. Wilson Cammel). На разогретую поверхность плиты из кованного железа выливалась сталь из литейной печи. Другой вариант предложил Эллис-Браун (англ. Ellis-Brown). По его способу стальная и железная плиты припаивались друг к другу бессемеровской сталью. В обоих процессах плиты дополнительно прокатывались. В зависимости от типа снаряда эффективность компаундной брони менялась. Против наиболее распространенных чугунных снарядов 254-мм (10 дюймовая) компаундная броня была эквивалентна 381—406 мм (15-16 дюймов) железной брони. Но против появившихся в то время специальных бронебойных снарядов из прочной стали компаундная броня была только на 25 % прочнее кованного железа — 254-мм (10 дюймов) плита компаунд была приблизительно эквивалентна 318-мм (12,5 дюймов) железной плите.

## Стальная броня
Приблизительно в то же время, что и броня компаунд, появилась стальная броня. В 1876 году итальянцы провели конкурс по выбору брони для своих броненосцев «Дандоло» и «Дуилио». Конкурс в Специи выиграла фирма Шнейдер и Ко., предложившая плиты из мягкой стали. Содержание углерода в ней было около 0,45 %. Процесс её производства держался в секрете, но известно что плита получалась из заготовки 2 метровой высоты путём её расковки до нужной толщины. Металл для плит получался в открытых печах Сименса-Мартена. Плиты обеспечивали хорошую защиту, но были сложны в обработке.
Последующие 10 лет были отмечены соревнованием компаундной и стальной брони. Содержание углерода в стальной броне было обычно на 0,1 % ниже, чем у лицевой части компаундной брони — 0,4-0,5 % против 0,5-0,6 %. При этом по эффективности они были сопоставимы — считалось что стальная броня толщиной 254 мм (10 дюймов) эквивалентна 318 мм (12,5 дюймам) железной брони.

## Никелевая броня
В конечном счете стальная броня одержала верх, когда в результате развития металлургии было освоено легирование стали никелем. Впервые его применил Шнейдер в 1889 году. Проводя опыты над образцами с содержанием никеля от 2 до 5 % экспериментальным путём было выбрано содержание в 4 %. При ударных нагрузках плиты из никелевой стали были меньше подвержены растрескиванию и образованию осколков. Кроме того никель облегчал термообработку стали — при закалке плита меньше коробилась.
После ковки и нормализации, стальная плита разогревалась выше критической температуры и погружалась на небольшую глубину в масло или воду. После закалки шёл низкотемпературный отпуск.
Эти нововведения позволили улучшить прочность ещё на 5 % — 254-мм (10-дюймов) плита из никелевой стали соответствовала 330-мм (13-дюймовой) железной броне.
По патентам Шнейдера производством никелевой брони в США занимались компании Bethlehem Iron и Carnegie Steel. Броня их производства была использована при строительстве броненосцев «Техас», «Мэн», «Орегон». В состав этой брони входило 0,2 % углерода, 0,75 % марганца, 0,025 % фосфора и серы и 3,25 % никеля.

## Гарвеевская броня
Но прогресс не стоял на месте и американец Г. Гарвей в 1890 году использовал процесс цементации для получения твёрдой лицевой поверхности стальной брони. Так как твёрдость стали с увеличением содержания углерода растет, Гарвей решил увеличить содержание углерода лишь в поверхностном слое плиты. Тем самым тыльная часть плиты оставалась более вязкой благодаря меньшему содержанию углерода.
В гарвеевском процессе стальная плита, контактирующая с древесным углём или другим углеродсодержащим веществом, нагревалась до температуры, близкой к температуре плавления и держалась в печи две-три недели. В результате содержание углерода в поверхностном слое возрастало до 1,0-1,1 %. Толщина этого слоя была небольшой — на 267-мм (10,5-дюймовых) плитах, на которых он был впервые использован, поверхностный слой был толщиной 25,4-мм (1 дюйм).
Затем плита подвергалась закалке по всей толщине сначала в масле, потом в воде. При этом цементированная поверхность получала сверхтвёрдость. Ещё лучших результатов удавалось достичь при использовании запатентованного в 1887 году англичанином Трессидером метода закалки путём подачи на разогретую поверхность плиты находящихся под высоким давлением мелких водяных брызг. Этот способ быстрого охлаждения оказался лучше, так как при простом погружении в воду между раскаленной плитой и жидкостью возникала прослойка пара, ухудшавшая теплообмен. Никелевая сталь с упрочненной поверхностью, отпущенная в масле и закаленная водяными брызгами и получила название «гарвеевская броня». Эта броня американского производства содержала около 0,2 % углерода, 0,6 % марганца и от 3,25 до 3,5 % никеля.
Также было обнаружено, что на прочности положительно сказывается финальная ковка плиты при низкой температуре, уменьшающая её толщину на 10-15 %. Этот способ «двойной ковки» был запатентован фирмой «Карнеги Стил».
Гарвеевская броня моментально вытеснила все остальные виды брони, так как была на 15-20 % лучше никелевой стали — 13 дюймов гарвеевской брони примерно соответствовали 15,5 дюймам брони из никелевой стали.

## Цементированная броня Круппа
В 1894 году фирма Круппа добавила в никелевую сталь хром. Полученная броня получила обозначение «мягкий Крупп» или «Qualitat 420» и содержала 0,35-0,4 % углерода, 1,75-2,0 % хрома и 3,0-3,5 % никеля. Подобный состав был применен ещё в 1889 году фирмой «Шнейдер». Но Крупп не остановился на достигнутом. Он внедрил процесс цементирования своей брони. В отличие от гарвеевского процесса он использовал газообразные углеводороды — светильный газ (метан) пропускался над раскалённой поверхностью плиты. Это опять же не было уникальной особенностью — такой способ применялся и в 1888 году до гарвеевского способа на американском заводе в Бетлехеме, и на французском заводе Шнейдер-Крезо. Уникальным броню Круппа делал способ закалки.
Суть закалки заключается в нагреве стали до критической температуры — когда происходит изменение типа кристаллической решетки и образуется аустенит. При резком охлаждении происходит образование мартенсита — твердого, прочного, но более хрупкого чем исходная сталь. В методе Круппа одна из сторон стальной плиты и торцы обмазывались глиноземом или погружались в мокрый песок. Плита помещалась в печь, разогретую до температуры выше критической. Лицевая сторона плиты нагревалась до температуры выше критической и начиналось фазовое превращение. Тыльная сторона при этом имела температуру меньше критической. Зона фазового превращения начинала смещаться от лицевой стороны вглубь плиты. Когда уровень критической температуры достигал 30-40 % глубины плиты, её вытаскивали из печи и подвергали капельному охлаждению. Результатом такого процесса становилась плита с «ниспадающим упрочнением поверхности» — она имела высокую твёрдость до глубины порядка 20 %, на следующих 10-15 % шёл резкий спад твёрдости (так называемый лыжный спуск), а оставшаяся часть плиты была не упрочненной и вязкой.
При толщине свыше 127-мм крупповская цементированная броня была примерно на 15 % эффективнее чем гарвеевская — 11,9 дюймов крупповской брони соответствовали 13 дюймам гарвеевской брони. А 10 дюймов брони Круппа были эквивалентны 24 дюймам железной брони.
Впервые эта броня была использована на германских броненосцах типа «Бранденбург». Два корабля серии — «Курфюрст Фридрих Вильгельм» и «Вёрт» имели пояс из 350…400-мм компаундной брони. А на двух других кораблях — «Бранденбурге» и «Вейсенбург» пояс изготавливался из крупповской брони и благодаря этому его толщина была снижена до 225-мм без ухудшения бронезащиты.
Несмотря на сложность процесса изготовления крупповская броня благодаря своим превосходным характеристикам вытеснила все остальные типы брони и последующие 25 лет большая часть брони была именно крупповской цементированной броней.

### Комментарии
1. ↑  Здесь и дальше под термином «железо» понимаются сплавы Fe с малым содержанием примесей (до 0,8 %), сохраняющие пластичность и мягкость чистого металла.
2. ↑  Температуры изменения типа кристаллической решетки, то есть полиморфного превращения.